# 約西皮夫卡 (科澤利希納區)
49°14′37″N 33°37′32″E / 49.24361°N 33.62556°E
約西皮夫卡（烏克蘭語：Йосипівка），是烏克蘭中部的村莊，隸屬波爾塔瓦州的克雷門丘克區。該村處於普肖爾河左岸，分別距離克尼什夫卡2.5公里和扎普西爾利亞3公里，海拔高度73米，2001年人口152。